# 超女王様伝説 セント★プリンセス
超女王様伝説 セント★プリンセス（ちょうじょおうさまでんせつ セントプリンセス）は、角川書店の雑誌『コンプRPG』で季刊時代のVol.6（1993年）から隔月刊化後の1994年12月号まで連載された読者参加ゲーム。翌1995年2月号から1996年6月号までは続編の「超女王様伝説・第二部 九姫争乱編 エンシェント★クイーン」が連載された。本項ではそれぞれ「第一部」「第二部」と表記する。作者はいずれも菊池たけしである。
Vol.6から1995年4月号まで、同誌にルーンナイトの少女シーダ・アルルを主人公とする内容のコミック「超女王様伝説・外伝 聖姫伝説（セント★プリンセス・ストーリーズ） 〜シーダ・アルルの騒乱戦記〜」も連載されていた。作画はうみのさとる。
関連作品に『コンプティーク』で連載された簡易読参企画「プリンセス★ファイト！」、『マル勝PCエンジン』での「出張版」がある。

## 概要
主八界（きくたけワールド）の一つ『第三世界エル＝ネイシア』を舞台としている。陽女王イクスィム、月女王アンゼロットによる星王神エルンシャの分身である『聖姫』（セント★プリンセス）争奪戦をゲームの背景とし、プレイヤーは各女王の『下僕戦士』（げぼくうぉーりあ）として争奪戦に参加する。製作サイドはこの戦いを『花いちもんめ』に例えて説明していた。
第二部では、星王神エルンシャの分身である『聖姫』と古代神エルヴィデンス配下の『闇姫』（シャドウ★プリンセス）との間に起こる魔宝石セント★ジェエルの争奪戦をゲームの背景とし、プレイヤーは各聖姫・闇姫の『下僕戦士』として戦いに参加する。
なお、第1部の企画段階で菊池が提案したストーリーは、「五行の魔力が込められたオーブを複数の国で奪い合う」というものだったが、コンプRPGの編集長から地味だとして却下された。その後、酒を飲みながらの打ち合わせで、編集長と菊池が「時代は巨乳だよ!」などという馬鹿話で盛り上がった結果、「最初は美少女争奪戦という馬鹿馬鹿しい話で始め、後半に世界滅亡級の事件を起こしてシリアスに落とす」という内容になり、以降の読者参加企画やTRPGリプレイで菊池が語るストーリーの基本スタイルがここで確立した。

## システム
ゲームに参加するプレイヤーは一定のポイントを与えられ、これを消費して複数のクラスが存在するキャラクターと各聖姫の作り出すモンスター『プリンセス★モンスター』を仲間にし、パーティを編成して戦いに臨む。キャラクターやモンスターには相性があり、特定の相手に対しては必ず勝利できるものの、特定の相手には必ず敗北してしまう。このためパーティの隊列、誰が何番目に戦うかの決定が非常に重要であった。ゲーム後半においてはこの相性を補正するアイテムなども登場し、戦略性が上昇した。
第一部では、パーティにルーンナイトまたはルーンウィザードを組み込んでいないと、戦闘で勝利しても聖姫を連れ帰ることができない。
第二部では選択できるアイテムが増えたほか、プリンセス★モンスターにピープロ特撮やウルトラシリーズ、石ノ森章太郎作品に題材を取った妙なものが増えているなど、遊びの要素がより強くなっている。

### 誤植
対戦キャラクターの相性表には重大な誤植が2度発生している。
味方殺し
コンプRPG Vol.7時点で聖土姫はアンゼロット陣営に属しており、聖土姫のプリンセスモンスターであるマッドマンはイクスィム陣営と戦うはずであった。ところがこの号のキャラクター選択図鑑には誤植が多く、特にマッドマンの対戦相性にはアンゼロット陣営のキャラクターやモンスターとのものが書かれてしまっていた。次の号で読者から「マッドマンは味方を殺している」と指摘され、以後マッドマンには「味方殺し」の称号がついた。
この誤植を切っ掛けにマッドマンは本作の人気キャラクターとなり、「味方殺しの語にニヤリと笑うマッドマン」「マッドマンIIIがきくたけドロンパを食べる」 などの読者投稿イラストが誌上で紹介されたほか、メタルマッドマン誕生を描いたミニコミック やVマッドマン誕生の経緯を描いたリプレイも描かれた。連載終了から10年以上後に発行された「セブン＝フォートレス メビウス ソースブック エル＝ネイシア」でも、マッドマンの解説には「味方殺し」の語が登場している。
誤植戦士
コンプRPG Vol.9にて、ルーンナイトvsタルゴーレムDXの相性が双方ともに「勝利」になっているという誤植が生じていた。この問題に対する処置として、誤植を指摘した投稿者のみこの相性を「PL勝負」（パーティ編成で使うポイントを多く残していた方の勝ち）として扱う特例が設けられた。その結果ゲームバランスが崩れ、際立った連勝を記録したパーティが複数発生し、解説で「誤植戦士」（ごしょくうぉーりあ）として紹介された。

## 登場人物

### 神
至上神
エル=ネイシアを司る神。主八界全体に於いては「地神」だが、エル=ネイシアで神と言えば超女王を指すため、至上神と呼ばれる。頭の禿げた老人の姿を取る。
星王神エルンシャ
かつてイクスィムとアンゼロットの他にも存在した神『女王神』のかけらから作られた男性神。優れた美貌の持ち主であったため、イクスィムとアンゼロットによって争奪戦が繰り広げられ、地上が荒廃する元凶となってしまった。激怒した至上神によってバラバラにされ、その欠片から聖姫・闇姫が誕生した。

### 超女王
世界は二人の超女王によって直接統治されている。元々は女王神と呼ばれる神であったが、エルンシャ争奪戦を展開し神としての任務を疎かにしたため、至上神の怒りを受けて神としての力を封じられ、地上に落とされた。
陽女王イクスィム
光を司る超女王。一見すると慈愛に満ちた美女だが、内面は割と腹黒く情報戦に長けており、カマトトイクスィムなどとも通称される。
月女王アンゼロット
闇を司る超女王。外見は悪の女王様風で配下下僕に失敗を赦さない冷酷な美女だが、下僕の健闘を慈愛をもって労うなど決して悪人ではない。競馬が趣味であるらしい。
後に第八世界ファー・ジ・アースの守護者となり、ナイトウィザードに登場している。

超女王セフィス
エルヴィデンスの暗躍によって力を失ったイクスィムとアンゼロットが最期に遺した第三の超女王。未だ幼いため実際には聖姫達に庇護される身。セント★ジュエルに「まぐっ」とかぶりつく姿 が非常に愛らしいと下僕（読者）達の評判になった（聖火姫 やエルヴィデンス、闇風姫 が真似をするイラストが投稿された）。聖姫達の戦果が悪いと大ボケからくる結果的なお仕置き（読者投稿）を与えるが、聖姫達が勝つことの方が多いため「ワサビ巻きスペシャル」 1回だけだった。
古女王エルヴィデンス
かつて聖姫達に封印された古代神。すべての力を取り戻すためセント★ジュエルを狙う。闇姫達の戦果が悪いと陰険なお仕置き（読者投稿）を与える。例として「ねるねるめいと」（コーヒー味の缶入りカロリーメイトで作ったねるねるねるねを飲まされる）、「左手描き」（イラストが逆手描きにされる） など。

### 聖姫・闇姫
至上神が星王神エルンシャを砕いた欠片から作られた、エル=ネイシアの守護天使達を聖姫（セント★プリンセス）と呼ぶ。下僕達に伝わる伝承では、エルンシャは5つに砕かれ5人の聖姫が生み出されたことになっていたが、実際には6つに砕かれた上、うち5つはエルヴィデンスに半分を奪われて闇姫（シャドウ★プリンセス）となっていたため、合計11人存在する。
聖火姫（セント★フレイム）
火の属性を持つ聖姫。性格は派手で高慢、好戦的。第一部では二人の超女王に続く第三勢力を形成したこともある。武器は刀。
聖水姫（セント★アクア）
水の属性を持つ聖姫。性格は温厚で知性に優れるが、基本はこまっしゃくれたお子様。
闇水姫（シャドウ★アクア）
聖水姫が洗脳され闇姫となった姿。しかし下僕達からの支持を得られず、すぐ聖姫陣営に取り戻された。
聖木姫（セント★ウッド）
木の属性を持つ聖姫。どべ・どじ・どんくさい（読者投稿から「3D」と称された）上に泣き虫。武器は弓。
聖金姫（セント★ゴールド）
金の属性を持つ聖姫。派手な性格だが意外とすっとこどっこい。
聖土姫（セント★ソイル）
土の属性を持つ聖姫。外見は女王様風である。無口で、台詞のほとんどが「……」で占められる。武器は鞭。
聖地姫（セント★ガイア）
至上神がエルンシャの欠片のうち地上へ降臨させず手元に残していた1つ。エルヴィデンスに半分を奪われていないため、1人で他の聖姫・闇姫2人分の力を持っている。
闇天姫（シャドウ★ウラヌス）
聖火姫に対応する闇姫。闇風姫を溺愛しているため、聖姫達を敵として憎んでいる。
闇海姫（シャドウ★ネプチューン）
聖水姫に対応する闇姫。性格は聖水姫以上に幼く、残虐。自己崩壊しかねないほどの力を持つため古代神により封印が施されており、解放すると戦闘力が闇皇姫に匹敵するほど上昇すると共に、コギャル口調になる。
闇冥姫（シャドウ★プルート）
聖土姫に対応する闇姫。本来は闇風姫以上に聖姫に近い心を持つ筈だったが、古代神によって覚醒前に精神を砕かれ、力は闇皇姫に受け継がされたため、闇皇姫に操られる身体だけの存在となっている。
闇風姫（シャドウ★エア）
聖木姫に対応する闇姫。闇姫の中で唯一優しい心を持つ。かつての古代神戦争の際に死亡しており、その欠片がセント★ジュエルとして2月に1度現れる。
闇風姫（シャドウ★ゼピュロス）
闇風姫を依代として復活したエルヴィデンス。闇風姫の復活は下僕達の期待を集めていたが、事前のイメージとの落差のため支持されなかった。
聖風姫（セント★エア）
セフィスを依代として復活した、闇風姫本人。
闇皇姫（シャドウ★ネメシス）
聖金姫に対応する闇姫。闇姫達のリーダー格。
神皇姫（アルティメット★ネメシス）
闇皇姫が闇海姫・闇冥姫を吸収し、更に古代神エルヴィデンスを裏切って闇風姫をも吸収し神の力を得た姿。

### 下僕戦士

#### イクスィム陣営
- ルーンナイト
- パラディン
- ソーサラー
- 光の精霊

#### アンゼロット陣営
- ルーンウィザード
- シャドウナイト
- メイジウォーリア
- 闇の精霊

### プリンセスモンスター
プリンセスモンスターは各聖姫が作り出すモンスターであり、主の聖姫と同じ属性を持つ。対戦の勝敗は五行相克に基づく。
タワシノケダラケマンなど名前だけで実際に登場しなかったプリンセス・モンスターも多数存在している。
サラマンダー
聖火姫のプリンセスモンスター。進化系としてナベマンダー、ドナベマンダーなどがいる。
マッドマン
聖土姫のプリンセスモンスター。容貌はぬ〜ぼ〜にそっくりである。角をつけるだけで2、3とバージョンアップするというお手軽さが売りである。進化系としてマッドマン2、マッドマン3、Vマッドマン、V2マッドマン、簡易版にマッドマンイージィがある。このほかメタルゴーレムとの合成体のリキッドメタルマン、カメノコタワシンとの合成体のタワシノケダラケマンがいる。
さらにTRPGセブン＝フォートレス V3において、νマッドマン、ストライクマッドマン、フォースインパルスマッドマン、フリーダムマッドマンなどのデータが記載されている。
メタルゴーレム
聖金姫の作り出すプリンセスモンスター。進化系にタルゴーレム、トタンゴーレム、ブリキゴーレムなどがいる。
ハーフトレント
聖木姫の作り出すプリンセスモンスター。進化系に枯れント、咲きント、実ント、ミニコミックで誕生が描かれたクォータートレントとスーパートレントがいる。
ミニトータス
聖水姫の作り出すプリンセスモンスター。進化系にクイントータス、ミニトータスのほかカメバズーカやカメノコタワシンなどがいる。

### その他
ぱっくん
戦闘結果を実況するレポーター魔術師。超女王紀194年1月24日未明、聖金姫と謎の敵（闇天姫）との戦いに巻き込まれ超殉職。
ぽっくん
ぱっくんの兄でレポーター戦士。文庫版にて超殉職。
ぷっくん
読者投稿から採用された、第二部のレポーター神官。第一部のレポーター2名と異なり、最後まで生存した。イクスィムに創造されたプリンセス★モンスター（クイーン★モンスター）であり、第二部終了後10年以上経っても容姿・立場に変化が無い。
フリッツ・フォン・マンテル博士
解説担当の下僕博士。セブン=フォートレスのリプレイ「黒き星の皇子」にも登場している。

### コミック版の登場人物
シーダ・アルル
ルーンナイトの少女。世界情勢もルーンナイトの使命も理解していない大ボケ娘。後に聖火姫の依代となる。
ナルシス
パラディンの青年。ルーンナイトに任命されるため王都サーディーンへ赴くが、何故か自分ではなくシーダが任命された事に困惑する。
カニング
ソーサラーの青年。元はサーディーンの王城に勤める宮廷魔術師。ナルシスと共にルーンナイト=シーダの従者にされる。

## 作中に登場する名称について
作中に登場する聖姫のネーミングは全て惑星から取られている（初期登場の五聖姫と超女王を合わせると日月火水木金土と全て曜日になる）。なお、闇風姫は小惑星帯を象徴している。
惑星から主要キャラクターの設定や名称を取り、それぞれの惑星に応じた性格付けを行うという手法は、同時期の「美少女戦士セーラームーン」と共通しており、これは特に第二部に登場した闇姫で顕著である。
ネタが偶然被ってしまったために菊池は同作品からの影響を避けるため、当時放送中だった「美少女戦士セーラームーンR」の視聴を避けていたが、コミック版で先行登場した闇海姫の姿がセーラーネプチューンと酷似していたことを担当編集者から指摘され、狼狽したというエピソードが残っている（後に闇海姫が本格登場した際はキャラクターデザインが変更されている）。

## 関連書籍
超女王様伝説セント★プリンセスの秘密 読者参加ゲームへの誘い
角川スニーカー・G文庫より1993年に発売。読者参加ゲームのガイドブックという形で、読者参加ゲームの初心者向け解説と、『超女王様伝説セント★プリンセス』の第一部の中盤までのイベントの総集編が掲載されている。
超女王様伝説セント★プリンセスの不思議
角川スニーカー・G文庫より1994年に発売。『超女王様伝説セント★プリンセス』の第二部中盤までのイベントの総集編が掲載されている。デザイナー菊池たけしの日常を描いた日記風エッセイも見物（燃えよペンのパロディになっている）。また、菊池がデザインした『超女王様伝説セント★プリンセスTRPG』のルールとリプレイが掲載されている。
セブン＝フォートレスV3 エンジェルプリンセス
ゲーム・フィールドより2004年に発売。エル＝ネイシアおよび『エイスエンジェル』の舞台である第五世界エルフレアを、TRPG『セブン＝フォートレス V3』で舞台にするためのサプリメント。『超女王様伝説セント★プリンセス』の第二部最終回までの流れと、その後のエル＝ネイシアの姿がまとめられている（第二部終了後から約10年後を舞台とする）。
なお、このサプリメントを使えば、サラマンダー、トータス、トレント、メタルゴーレム、マッドマン、そしてセント・プリンセスをプレイヤーキャラクターとして使用することも可能。
セブン＝フォートレス メビウス ソースブック エル＝ネイシア
エンターブレインより2008年6月12日に発売。TRPG『セブン＝フォートレス メビウス』でエル＝ネイシアを舞台にする、あるいはエル＝ネイシア出身のキャラクターを登場させるためのサプリメント。